# Emilio Orozco
Emilio Orozco Plascencia (Oxnard, 29 april 1992) is een Amerikaans voetballer. In 2015 tekende hij een contract bij Real Monarchs uit de USL.

## Clubcarrière
Na het afmaken van zijn school trok Orozco naar Mexico om voor Tigres te gaan spelen. Op 19 maart 2012 werd hij uitgeleend aan het Amerikaanse Fort Lauderdale Strikers die uitkwamen op het tweede niveau van de Verenigde Staten. Op 21 april maakt hij tegen San Antonio Scorpions zijn debuut voor Fort Lauderdale. 
Op 27 februari 2013 tekende Orozco, na een trainingsstage aan het begin van het seizoen, bij Chivas USA uit de Major League Soccer. Hij speelde bij Chivas geen enkele competitiewedstrijd. Op 26 maart 2015 tekende hij bij Real Monarchs.